# Liste des députés de Mayotte
Cet article dresse la liste des députés élus à Mayotte.
De 1977 à 2012, Mayotte comprend une seule circonscription législative. La deuxième circonscription de Mayotte est créée par le redécoupage des circonscriptions législatives françaises en 2010 . La première élection du député de cette circonscription a lieu lors des élections législatives de 2012.

## Députés de laVeRépublique

### Velégislature(1973-1978)
Après le changement de statut du territoire des Comores, un député de la nouvelle collectivité de Mayotte est élu lors d'une élection partielle le 13 mars 1977.
| Circonscription     | Député           | Parti | Parti | Autres mandats | Suppléant |
| ------------------- | ---------------- | ----- | ----- | -------------- | --------- |
| 1re circonscription | Younoussa Bamana |       | UDF   | Instituteur    | (?)       |

### VIelégislature(1978-1981)
| Circonscription     | Député           | Parti | Parti | Autres mandats                                                     | Suppléant |
| ------------------- | ---------------- | ----- | ----- | ------------------------------------------------------------------ | --------- |
| 1re circonscription | Younoussa Bamana |       | UDF   | Président du Conseil général de Mayotte (1976-1991 puis 1991-2004) | (?)       |

### VIIelégislature(1981-1986)
| Circonscription     | Député             | Parti | Parti | Autres mandats              | Suppléant         |
| ------------------- | ------------------ | ----- | ----- | --------------------------- | ----------------- |
| 1re circonscription | Jean-François Hory |       | MRG   | Député européen (1989-1999) | Younoussa ben Ali |

### VIIIelégislature(1986-1988)
Un député élu à la proportionnelle :
- Henry Jean-Baptiste (UDF)

### IXelégislature(1988-1993)
| Circonscription     | Député              | Parti | Parti | Autres mandats | Suppléant |
| ------------------- | ------------------- | ----- | ----- | -------------- | --------- |
| 1re circonscription | Henry Jean-Baptiste |       | UDF   | /              | (?)       |

### Xelégislature(1993-1997)
| Circonscription     | Député              | Parti | Parti | Autres mandats | Suppléant |
| ------------------- | ------------------- | ----- | ----- | -------------- | --------- |
| 1re circonscription | Henry Jean-Baptiste |       | UDF   | /              | (?)       |

### XIelégislature(1997-2002)
| Circonscription     | Député              | Parti | Parti | Autres mandats | Suppléant |
| ------------------- | ------------------- | ----- | ----- | -------------- | --------- |
| 1re circonscription | Henry Jean-Baptiste |       | UDF   | /              | (?)       |

### XIIelégislature(2002-2007)
| Circonscription     | Député            | Parti | Parti    | Autres mandats                    | Suppléant          |
| ------------------- | ----------------- | ----- | -------- | --------------------------------- | ------------------ |
| 1re circonscription | Mansour Kamardine |       | app. UMP | Maire de Sada, conseiller général | Inzoudine M'Kadara |

### XIIIelégislature(2007-2012)
| Circonscription     | Député           | Parti | Parti      | Autres mandats               | Suppléant                        |
| ------------------- | ---------------- | ----- | ---------- | ---------------------------- | -------------------------------- |
| 1re circonscription | Abdoulatifou Aly |       | app. MODEM | Adjoint au maire de Pamandzi | Hanima Ibrahima (Roukia Lahadji) |

### XIVelégislature(2012-2017)
| Circonscription     | Député            | Parti | Parti | Autres mandats | Suppléant          |
| ------------------- | ----------------- | ----- | ----- | -------------- | ------------------ |
| 1re circonscription | Boinali Saïd      |       | DVG   | /              | Zaïna Assani       |
| 2e circonscription  | Ibrahim Aboubacar |       | PS    | /              | Hidahya Mahafidhou |

### XVelégislature(2017-2022)
Ramlati Ali est députée de la première circonscription d'abord du 21 juin 2017 au 19 janvier 2018, puis après l'invalidation de son élection en raison d'un faible écart de voix, elle est réélue le 26 mars 2018,.
| Circonscription     | Député            | Parti | Parti | Groupe | Autres mandats                    | Suppléant          |
| ------------------- | ----------------- | ----- | ----- | ------ | --------------------------------- | ------------------ |
| 1re circonscription | Ramlati Ali       |       | PS    | LREM   | Maire de Pamandzi                 | Kaouidine Ibrahime |
| 2e circonscription  | Mansour Kamardine |       | LR    | LR     | Maire de Sada, conseiller général | Rahaty Tadjidini   |

### XVIelégislature(2022-2024)
| Circonscription     | Député             | Parti | Parti | Groupe | Autres mandats           | Suppléant                |
| ------------------- | ------------------ | ----- | ----- | ------ | ------------------------ | ------------------------ |
| 1re circonscription | Estelle Youssouffa |       | UDI   | LIOT   |                          | Kambi Said               |
| 2e circonscription  | Mansour Kamardine  |       | LR    | LR     | Conseiller départemental | Fazianti Djoumoi Tsimpou |

### XVIIelégislature(2024-2029)
| Circonscription     | Député             | Parti | Parti | Groupe | Autres mandats                          | Suppléant |
| ------------------- | ------------------ | ----- | ----- | ------ | --------------------------------------- | --------- |
| 1re circonscription | Estelle Youssouffa |       | UDI   | LIOT   |                                         |           |
| 2e circonscription  | Anchya Bamana      |       | RN    | RN     | Conseillère municipale et communautaire |           |